# Caralluma acutangula
Caralluma acutangula ist eine Pflanzenart der Gattung Caralluma aus der Unterfamilie der Seidenpflanzengewächse (Asclepiadoideae), die der Familie Hundsgiftgewächse (Apocynaceae) zugerechnet wird. Sie ist eine der größten Arten der Gattung Caralluma.

## Merkmale
Caralluma acutangula ist eine verzweigte, ausdauernde, stammsukkulente Pflanze, die Wuchshöhen und Durchmesser von bis zu 75 cm erreicht. Die blassgrünen bis weißlichen Triebe messen bis 15 cm im Durchmesser und sind vierkantig mit stark konkav eingewölbten Seiten. Die Kanten sind mit spitzen, annähernd dreieckigen, nach unten gebogenen Warzen besetzt. Die ausdauernden Blätter sind sehr klein (etwa 1 mm × 1 mm).
Der zymöse Blütenstand umfasst bis über 100 Blüten, die in einer Halbkugel angeordnet und annähernd gleichzeitig geöffnet sind. Die zwittrigen, radiärsymmetrischen, fünfzähligen Blüten haben meist nur einen Durchmesser von etwa 2 cm und besitzen ein doppeltes Perianth. Die fünf Kelchblätter sind verwachsen. Die fünf tiefpurpurroten Kronblätter sind flach ausgebreitet bis leicht glockenförmig verwachsen. Die zugespitzten, dreieckigen Kronzipfel messen etwa 8 × 8 mm. Sie sind innen dicht mit feinen Warzen und purpurfarbene Flaumhaaren besetzt. Die Ränder der Kronenzipfel sind meist bewimpert. Die purpurbraune Nebenkrone weist einen Durchmesser von etwa 5 mm auf und ist auch mit Flaumhaaren besetzt. Es sind zwei freie, oberständige Fruchtblätter vorhanden.
Die schlanken, 14 cm langen Balgfrüchte weisen einen Durchmesser von etwa 1 cm auf und sind paarig und hornförmig angeordnet.

## Vorkommen
Diese Art kommt in der Sahel-Zone von Mauretanien im Westen bis Äthiopien, Somalia und Kenia im Osten Afrikas vor. Das Vorkommen erstreckt sich weiter auf die Arabische Halbinsel (Saudi-Arabien und Nordjemen).

## Systematik
Müller und Albers stellen eine ganze Reihe anderer Arten (und Varietäten) als Synonyme zur Art Caralluma acutangula. Diese sind: Boucerosia russelliana Courbon ex Brogniart, Caralluma hirtiflora N.E.Brown, Boucerosia tombuctuensis A.Chevalier, Desmidorchis retrospiciens Ehrenberg (nom. inval.), Caralluma retrospiciens var. glabra N.E.Brown und Caralluma retrospiciens var. laxiflora Maire. Diese Art ist nahe verwandt mit Caralluma editae und Caralluma somalica.